# Vuelo del TG-JCS de Aéreo Ruta Maya, 2008
El 24 de agosto de 2008, una Cessna Caravan 208 de Aéreo Ruta Maya con 12 pasajeros y 2 tripulantes, en ruta del Aeropuerto Internacional La Aurora en la Ciudad de Guatemala a El Estor, se estrelló 45 minutos después de despegar. El accidente causó la muerte de 11 de los 14 ocupantes, incluyendo el piloto y copiloto. De acuerdo al director de Aeronautica Civil de Guatemala, el origen del accidente fue un fallo de motor, sobre el cual se comunicó el piloto a las 9:40 horas, antes de intentar un aterrizaje de emergencia. La torre de tráfico aéreo de La Aurora perdió la comunicación con el avión a las 9:45 de la mañana. El avión se estrelló cerca de Cabañas en el departamento de Zacapa, a unos 95 km de la Ciudad de Guatemala.
Diez de los pasajeros eran trabajadores humanitarios estadounidense en camino hacia la aldea de Sepamac, 2 pasajeros eran representantes Guatemaltecos de organizaciones humanitarias.